# Discografia de Mickael Carreira
A discografia de Mickael Carreira, cantor de música popular português nascido em França é composta por seis álbuns de estúdio, um álbum ao vivo e dezassete singles. Ao longo da carreira Mickael vendeu mais de 170 mil cópias, recebeu nove galardões de platina e colocou todos os singles lançados entre 2006 e 2014 dentro da lista dos 5 mais executados de Portugal.

## Álbuns

### Álbuns de estúdio
| Título               | Informações                                                                                               | Posição | Vendas     | Certificações  |
| Título               | Informações                                                                                               | AFP     | Vendas     | Certificações  |
| -------------------- | --- | ------- | ---------- | -------------- |
| Mickael              | - Lançamento: 11 de julho de 2006 - Editora: Vidisco - Formatos: CD, descarga digital                     | 2       | - : 60.000 | - : 3× Platina |
| Entre Nós            | - Lançamento: 12 de janeiro de 2007 - Editora: Vidisco - Formatos: CD, descarga digital                   | 2       | - : 20.000 | - : Platina    |
| Tudo O Que Eu Sonhei | - Lançamento: 20 de maio de 2009 - Editora: Farol Música - Formatos: CD, descarga digital                 | 2       | - : 20.000 | - : Platina    |
| Viver a Vida         | - Lançamento: 7 de maio de 2012 - Editora: Espacial - Formatos: CD, descarga digital                      | 2       | - : 15.000 | - : Platina    |
| Sem Olhar Para Trás  | - Lançamento: 24 de novembro de 2014 - Editora: Warner Music Group - Formatos: CD, descarga digital       | 3       | - : 15.000 | - : Platina    |
| Instinto             | - Lançamento: 11 de novembro de 2016 - Editora: Universal Music Portugal - Formatos: CD, descarga digital | 3       | - : 7.500  | - : Ouro       |

### Álbuns ao vivo
| Título                       | Informações                                                                               | Posição | Vendas     | Certificações  |
| Título                       | Informações                                                                               | AFP     | Vendas     | Certificações  |
| ---------------------------- | ----------------------------------------------------------------------------------------- | ------- | ---------- | -------------- |
| Ao Vivo no Coliseu de Lisboa | - Lançamento: 31 de maio de 2010 - Editora: Farol Música - Formatos: CD, descarga digital | 1       | - : 40.000 | - : 2× Platina |

## Singles

### Como artista principal
| Título                                       | Ano  | Posições | Álbum                        |
| Título                                       | Ano  | PT       | Álbum                        |
| -------------------------------------------- | ---- | -------- | ---------------------------- |
| "Depois Dessa Noite"                         | 2006 | 1        | Mickael                      |
| "Dou a Vida Por Ti"                          | 2006 | 1        | Mickael                      |
| "Não Me Esqueço de Ti"                       | 2007 | 1        | Entre Nós                    |
| "Outra Noite Contigo"                        | 2007 | 1        | Entre Nós                    |
| "Podem Passar Mil Anos"                      | 2009 | 2        | Tudo O Que Eu Sonhei         |
| "Chama Por Mim"                              | 2009 | 4        | Tudo O Que Eu Sonhei         |
| "O Que Vai Ser de Nós"                       | 2010 | 1        | Ao Vivo no Coliseu de Lisboa |
| "Como Uma Tatuagem"                          | 2010 | 1        | Ao Vivo no Coliseu de Lisboa |
| "Dança Comigo"                               | 2012 | 1        | Viver a Vida                 |
| "Volto a Ti" com Rita Guerra                 | 2012 | 2        | Viver a Vida                 |
| "Viver a Vida"                               | 2012 | 2        | Viver a Vida                 |
| "Porque Ainda Te Amo"                        | 2012 | 2        | Viver a Vida                 |
| "Tudo O Que Quiseres" com participação de B4 | 2014 | 1        | Sem Olhar Para Trás          |
| "Fácil"                                      | 2016 | 7        | Instinto                     |
| "Imaginamos"                                 | 2016 | 37       | Instinto                     |

### Promocionais
| Título             | Ano  | Álbum |
| ------------------ | ---- | ----- |
| "Yo puedo esperar" | 2013 | —     |
| "La Despedida"     | 2014 | —     |
| "Así"              | 2016 | —     |

### Como artista convidado
| Título                                                          | Ano  | Álbum        |
| --------------------------------------------------------------- | ---- | ------------ |
| "Bailando"(Enrique Iglesias com partipação de Mickael Carreira) | 2014 | Sex and Love |